# Große Harzbiene
Die Große Harzbiene (Trachusa byssina, Syn.: Anthidium byssinum) ist eine solitäre Wildbienenart aus der Familie der Bauchsammlerbienen (Megachilidae). Sie zeichnet sich durch ihre Nutzung von Harz beim Nestbau aus, was ihr den deutschen Namen „Harzbiene“ eingebracht hat.

## Merkmale
Die Große Harzbiene erreicht eine Körpergröße von 11 bis 12 mm und besitzt eine gedrungene, kräftige Gestalt. Ihre Behaarung ist stark, aber unauffällig.
Der Thorax ist rotbraun behaart, während die Hinterleibsglieder seitlich weiße Endbindungen und mittig bräunliche Endbindungen aufweisen. Die Bauchbürste, die zur Pollenaufnahme dient, ist weiß, sowie die kurzen mittleren und hinteren Beinglieder.
Männchen unterscheiden sich durch gelbe Kieferklauen, Nasenschilder und Nebengesichter sowie im Vergleich zu den Weibchen etwas schlankeren Körperbau.

## Lebensweise
Die Große Harzbiene ist eine solitäre Bienenart mit einer Flugzeit von Juni bis September. Sie ist oligolektisch und sammelt Pollen hauptsächlich von Schmetterlingsblütlern.

## Nestbau
Die Weibchen graben ihre Nester in sandige Böden, oft in selbstgegrabenen Gängen. Dabei kommt es häufig zu kolonieartigen Nisten, wobei mehrere Weibchen ihre Nester nah beieinander anlegen. Die Brutzellen werden mit Blattstücken ausgekleidet und anschließend mit Harz von Kiefern und Fichten versiegelt, um sie vor Parasiten und Pilzbefall zu schützen.

## Lebensräume und Verbreitung
Die Große Harzbiene bevorzugt warme, trockene Standorte mit sandigem Boden. Sie kommt in Sandheiden, Trockenrasen, sandigen Waldrändern, Binnendünen und sonnigen Hängen vor.
Die Art ist in Mittel- und Osteuropa verbreitet, kommt aber in Deutschland vor allem südlich der Mittelgebirgsschwelle vor. Aufgrund des Rückgangs geeigneter Lebensräume gilt die Große Harzbiene als gefährdet.